# Reggenza di Barru
La reggenza di Barru (in indonesiano: Kabupaten Barru) è una reggenza dell'Indonesia, situata nella provincia di Sulawesi Meridionale.